# Ingrid Frisanco
Ingrid Carolina Frisanco, mais conhecida como Pardal (Boituva, 8 de outubro de 1993) é uma futebolista brasileira, que atua na posição de zagueira. Atualmente, é jogadora do Santos.
Em janeiro de 2017, foi convocada pela ex-treinadora da Seleção Brasileira Feminina, Emily Lima, para uma série de treinos da Granja Comary, em Teresópolis.

## Carreira
Ingrid iniciou a carreira nas categorias de base do Clube Atlético Juventus, aos 11 anos.
Com 16 anos, foi convocada pelo treinador Marcio Gaspar para defender a Seleção Brasileira Sub-17 em jogos e competições. Foi campeã do Sul-americano Sub-20, em 2012, e no mesmo ano foi convocada para a Copa do Mundo de Futebol Feminino Sub-20 de 2012, no Japão, onde participou de três partidas com a camisa canarinho.
Entre 2012 e 2015, teve passagens pelo São Caetano, ABD Botucatu, Botafogo-PB, América SM, Osasco Audax e Centro Olímpico. Neste período, aos 17 anos, se profissionalizou.
No ano ano seguinte, fez parte do time montado entre Audax e Corinthians, onde jogou até o fim da parceria em dezembro de 2017. Lá, foi campeã de dois títulos: Copa do Brasil (2016) e Copa Libertadores da América (2017).
A atleta teve sua primeira oportunidade na seleção brasileira na convocação de observação, realizada em janeiro de 2017, pela técnica Emily Lima. Naquela lista, todas as 26 convocadas atuavam no País.
Em 2018, o Corinthians remontou a equipe feminina com direção própria, e Pardal renovou contrato. No clube, conquistou os títulos do Campeonato Brasileiro de 2018, da Copa Libertadores da America de 2019 e do Campeonato Paulista de 2019. Ao final da temporada de 2019, renovou seu vinculo com o clube paulista, sendo a zagueira titular do time comando pelo técnico Arthur Elias.
Deixou o Timão ao final de 2021, onde fez 186 e conquistou 10 títulos., ao longo de seis temporadas.
Em 2022, foi anunciada como novo reforço do São Paulo, com contrato até o final do ano.. Logo em sua estreia marcou o gol do empate com o Flamengo por 1 a 1, em 7 de março, válido no Campeonato Brasileiro Feminino.
Em 2022, atuou no Brasileiro Feminino, Paulista Feminino e Brasil Ladies, onde esteve em campo por 28 vezes, anotou quatro gols e ao final do ano, teve seu contrato renovado por mais uma temporada.
Em 2025, foi contratada pelo Santos, com contrato até 31 de dezembro de 2026.

## Títulos
Corinthians/Audax
- Copa do Brasil: 2016
- Copa Libertadores da América: 2017

Corinthians
- Campeonato Brasileiro: 2018, 2020, 2021
- Copa Libertadores da América: 2019, 2021
- Campeonato Paulista: 2019, 2020, 2021

Colo-Colo
- Campeonato Chileno: 2024